# Розмиття торговельної марки
Розмиття торговельної марки — концепція права інтелектуальної власності, суть якої полягає у забороні такого використання відомої торговельної марки, яке призводить до втрати унікальності цієї марки. У більшості випадків розмиття торговельної марки полягає у її використанні для товарів та послуг, що не конкурують та не мають особливого зв'язку із товарами та послугами, для яких ця марка зазвичай використовується.
Наприклад, використання марки «Кока-кола» для взуття, або марки «Світоч» для надання юридичних послуг може бути кваліфіковане як розмиття відповідних «добре відомих» марок (англ. well-known mark).